# Jean Sablon
Jean Sablon (Nogent-sur-Marne, 25 marzo 1906 – Cannes, 24 febbraio 1994) è stato un cantante e attore francese.

## Biografia
Nato in una famiglia di musicisti inizia a esibirsi come cantante e pianista in sale da ballo, sino a partecipare a spettacoli del varietà teatrale e cabarettistico parigino accanto a Mistinguett, ed effettuare le prime incisioni discografiche alla metà degli anni '20.
Nei primi anni '30 partecipa a varie incisioni con Django Reinhardt e Stéphane Grappelli, divenendo uno dei cantanti più seguiti dopo Maurice Chevalier. Nel 1939 incide la versione della canzone Tornerai, di Dino Olivieri e Nino Rastelli.
Nel 1937 vince uno dei massimi premi francesi per la sua versione della canzone Vous qui passez sans me voir,  musica  di Johnny Hess e Paul Misraki e testo di Charles Trenet, un successo che fece presto il giro del mondo nelle varie versioni. Negli Stati Uniti d'America essa fu incisa da molti cantanti e ciò lo portò ad una lunga tournée americana, dove, considerata l'occupazione della Francia da parte delle truppe tedesche, Sablon decise di rimanere sino a fine guerra. Sono frequenti in questo periodo le partecipazioni a film e telefilm.
Durante 1946-1947 Sablon appare sulla rete radio della CBS nel Jean Sablon Show, accompagnato da John Serry Sr. in un'orchestra guidata da conduttore Paul Baron.
Continuerà a esibirsi sino alla metà degli anni '80. Muore in una clinica di Cannes-la-Bocca, nelle Alpi Marittime, dopo una lunga malattia, il 24 febbraio 1994.

## Memorie
- Una via del Château-d'Olonne (Vandea) porta il suo nome.
- Il 30 aprile 2004 è stata inaugurata l'allée Jean-Sablon nel giardino del Ranelagh (lungo l'avenue Ingres) nel XVI arrondissement di Parigi.
- Il 7 settembre 2006 è stata inaugurata lungo la Marna la passeggiata  Jean-Sablon (nel prolungamento del lungofiume del porto passante sotto il viadotto ferroviario) a Nogent-sur-Marne (Val-de-Marne).
- Il 10 aprile 2010 è stato inaugurato il viale Jean-Sablon sulla Croisette), a Cannes (Alpi Marittime).
- Il 15 maggio 2015 è stata inaugurata l'esplanade Jean-Sablon a  Théoule-sur-Mer (Alpi Marittime).

## Canzoni
- C'est un jardinier qui boite (1932)
- Je sais que vous êtes jolie (1936)
- Sur les quais du vieux Pris (1936)
- Vous qui passez sans me voir (1937)
- Le doux caboulot (1937)
- Rendez-vous sous la pluie (1939)
- Sur le pont d'Avignon (1939
- J'attendrai (1939)
- Serenade portugaise (1942)